# Zakościele (Kije)
Zakościele – część wsi Kije w Polsce, położona w województwie świętokrzyskim, w powiecie pińczowskim, w gminie Kije.
W latach 1975–1998 Zakościele administracyjnie należało do województwa kieleckiego.